# Rigadin reçoit deux jeunes mariés
Pour plus de détails, voir Fiche technique et Distribution.
Rigadin reçoit deux jeunes mariés est un film muet français réalisé par Georges Monca, sorti en 1914.

## Fiche technique
- Titre : Rigadin reçoit deux jeunes mariés
- Réalisation : Georges Monca
- Scénario : Charles Prince
- Photographie :
- Montage :
- Société de production : Pathé Frères
- Société de distribution : Pathé Frères
- Pays d'origine :  France
- Langue : film muet avec les intertitres en français
- Métrage : 305 mètres
- Format : Noir et blanc — 35 mm — 1,33:1 — Muet
- Genre :  Comédie
- Durée : 10 minutes et 10 secondes
- Dates de sortie : 
  - France : 16 janvier 1914

## Distribution
- Charles Prince : Rigadin
- Henri Bosc
- Armand Lurville
- Victor Benoit
- Gabrielle Lange
- Gabrielle Debrives